# Schlacht von Nauplia (1770)
Aspindza – Nauplia – Orlow-Revolte – Çeşme – Larga – Cahul – Beirut – Patras – Kosludscha – Kertsch
Die Schlacht von Nauplia war eine Seeschlacht, die sich während des Russisch-Türkischen Krieges (1768–1774) am 27. und 28. Mai 1770 ereignete. Das Gefecht fand im Argolischen Golf im heutigen Griechenland zwischen einem Geschwader der Russischen Marine unter John Elphinstone und einer Flotte der Osmanischen Marine unter dem Kapudan Pascha Hüsameddin Pascha statt.

## Vorgeschichte
Konteradmiral Elphinstone war ursprünglich beauftragt, Truppen zur Verstärkung der russischen Armee in Bessarabien zu landen und nach osmanischen Seestreitkräften zu suchen, ersteres gelang ihm am 22. Mai bei Rupino auch. Bald darauf erreichte ihn durch griechische Handelsschiffe die Information, dass eine osmanische Flotte mit ungefähr 20 Schiffen bei Nauplia stationiert war. Zuerst wollte sich Elphinstone, der seinerseits nur neun Schiffe kommandierte, aufgrund seiner zahlenmäßigen Unterlegenheit zurückziehen, als er aber erfuhr, dass Hüsameddin Pascha zehn seiner Schiffe zur Aufklärung vorausgeschickt hatte, erkannte er die Möglichkeit, den Feind getrennt voneinander zu besiegen, um dessen zahlenmäßige Überlegenheit auszugleichen, und griff an.

## Schlachtverlauf
Am 27. Mai stieß die russische Flotte schließlich 40 km entfernt von Nauplia auf mindestens zehn feindliche Schiffe. Die Osmanen wurden vom Angriff überrascht und begannen, sich in Richtung Norden zurückzuziehen, ihre Schiffe wurden ebenso wie die russischen nur leicht beschädigt. Da die osmanischen Schiffe kleinere Ruderboote mitführten, gelang es ihnen in der windstillen Nacht, von den Ruderbooten gezogen, die Russen hinter sich zu lassen und in der Reichweite von Geschützbatterien nahe Nauplia zu ankern. Als die russische Flotte aufschloss, griff sie um etwa 15:00 Uhr an – allerdings ohne großen Erfolg. Elphinstone verlangte nach Verstärkung. Als er jedoch erfuhr, dass der zweite Teil der osmanischen Flotte Kurs auf ihn genommen hatte, und weitere leichte Angriffe erfolglos blieben, entschloss er sich, auch unter Druck seiner Offiziere, zum Rückzug.

### Eingesetzte Einheiten

#### Russland
| Schiff                  | Geschütze | Kommandant | Verluste | Verluste  | Verluste  | Anmerkungen                                    |
| Schiff                  | Geschütze | Kommandant | getötet  | verwundet | Insgesamt | Anmerkungen                                    |
| ----------------------- | --------- | ---------- | -------- | --------- | --------- | ---------------------------------------------- |
| Sviatoslav              | 88        |            |          |           |           | Flaggschiff von Konteradmiral John Elphinstone |
| Ne Tron’ Menia          | 66        |            |          |           |           |                                                |
| Saratov                 | 66        |            |          |           |           |                                                |
| Afrika                  | 32        |            |          |           |           | Fregatte                                       |
| Nadezhda Blagopoluchiia | 34        |            |          |           |           | Fregatte                                       |
| Swjatoi Pawel           | 22        |            |          |           |           | Fregatte                                       |
| Graf Chernyshev         | 22        |            |          |           |           | gechartertes britisches Handelsschiff          |
| Graf Panin              | 18        |            |          |           |           | gechartertes britisches Handelsschiff          |
| Graf Orlov              | 18        |            |          |           |           | gechartertes britisches Handelsschiff          |

#### Osmanisches Reich
- 13 Linienschiffe und kleinere Einheiten.[1]
  - fünf 84-Kanonen-Linienschiffe
  - zwei 64-Kanonen-Linienschiffe
  - vier 54-Kanonen-Linienschiffe
  - zwei 50-Kanonen-Linienschiffe

## Folgen
Die Verluste der Russen betrugen laut Elphinstone nur 7 Tote und 10 Verwundete, die osmanischen Verluste sind unbekannt. Nach dem erfolgreichen Rückzug Elphinstones schloss sich dieser mit den Verbänden Alexei Orlow und Grigori Spiridow zusammen. Am 5. Juli entdeckten die russischen Schiffe schließlich die gesamte osmanische Flotte bei der Çeşme-Bucht in der westlichen Türkei. Daraufhin kam es zur bedeutungsvollen Seeschlacht von Çeşme.